# Gibellina
Gibellina település Olaszországban, Trapani megyében. Lakosainak száma 3724 fő (2023. január 1.). Gibellina Poggioreale, Salemi, Santa Ninfa, Calatafimi-Segesta, Monreale és Salaparuta községekkel határos.

## Népesség
A település népességének változása:
| Lakosok száma | 4035 | 4016 | 3724 |
|               | 2017 | 2018 | 2023 |